# Чавун (посуд)

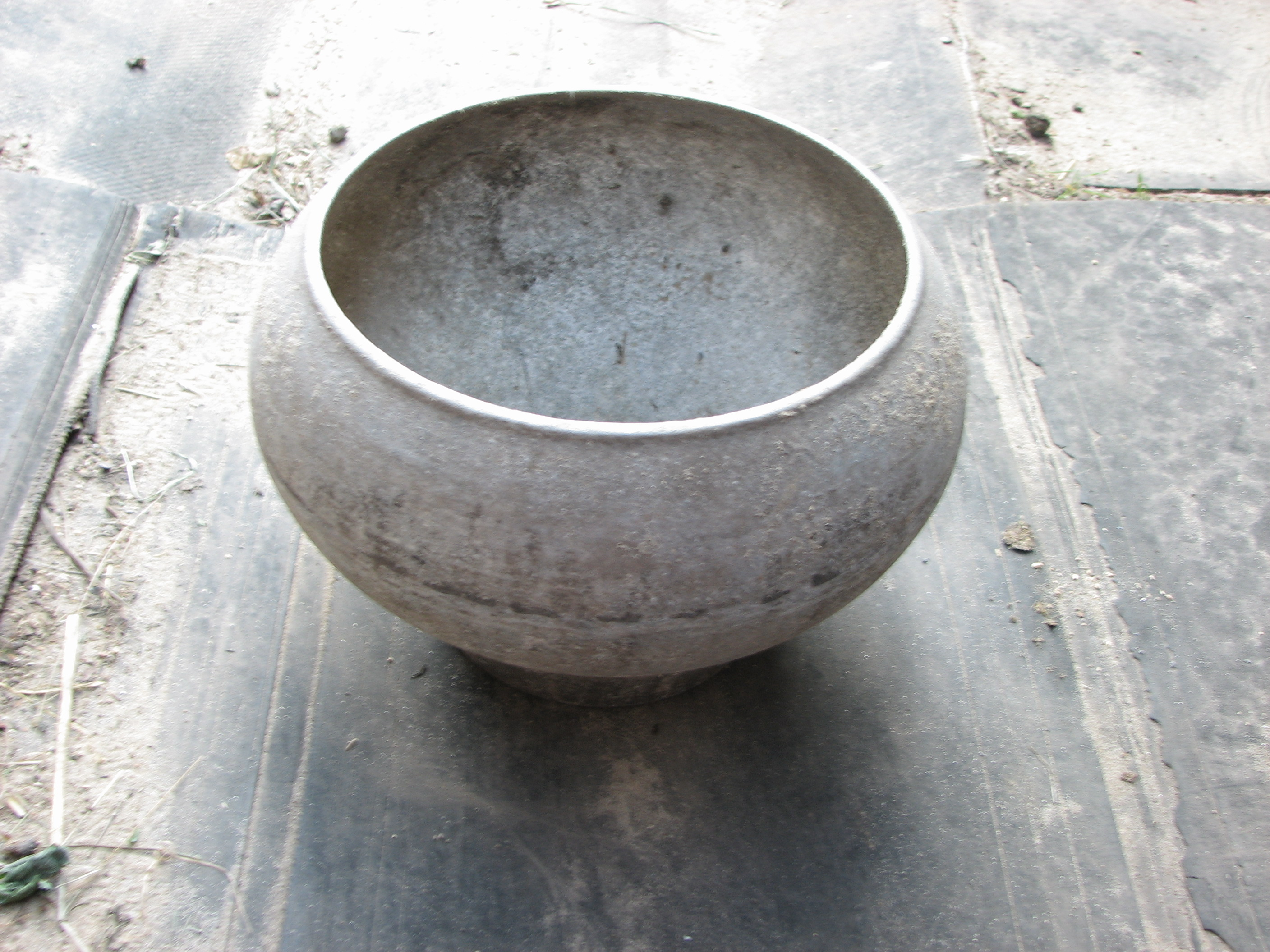
Чавунець з алюмінієвого сплаву

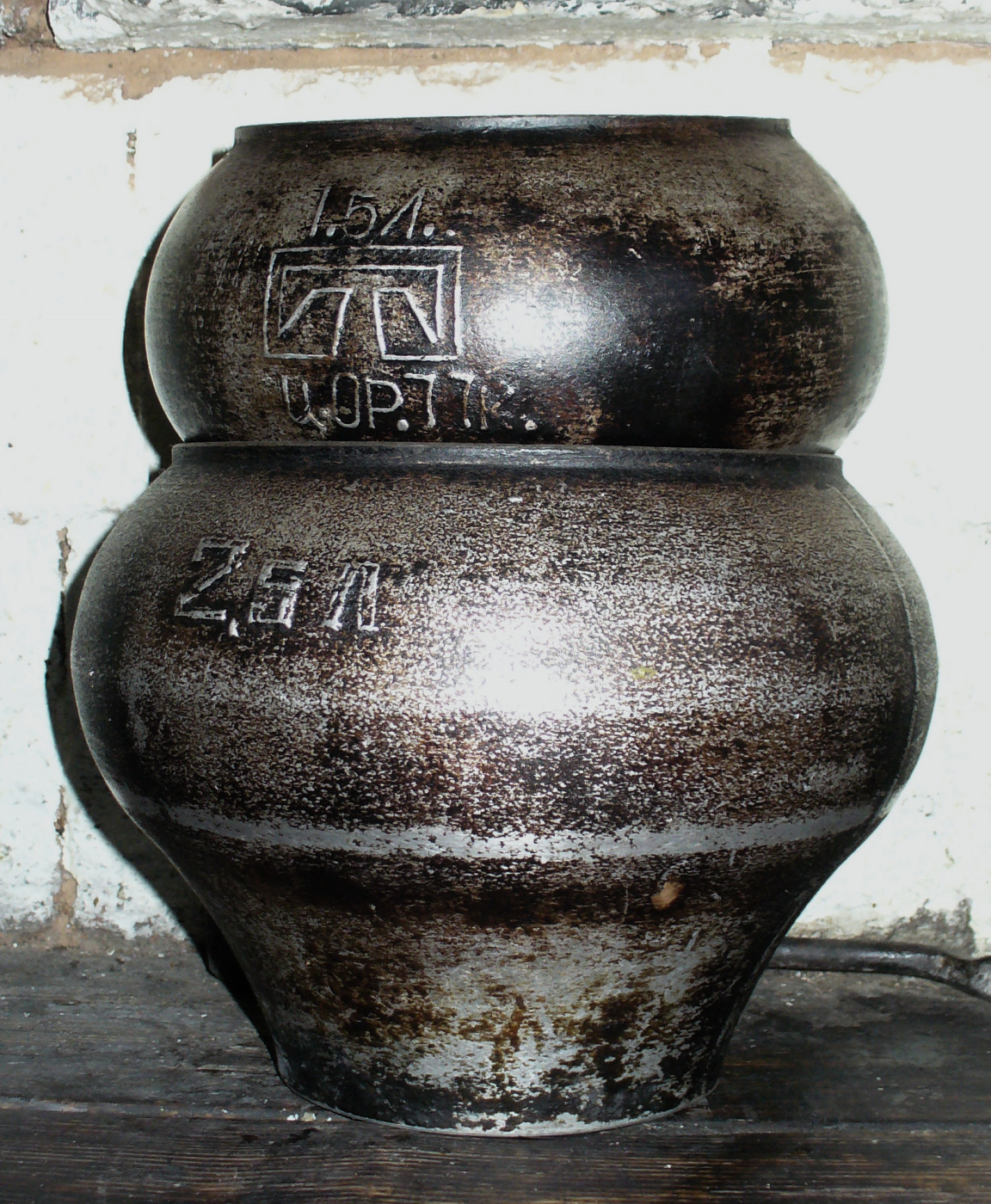
Чавуни

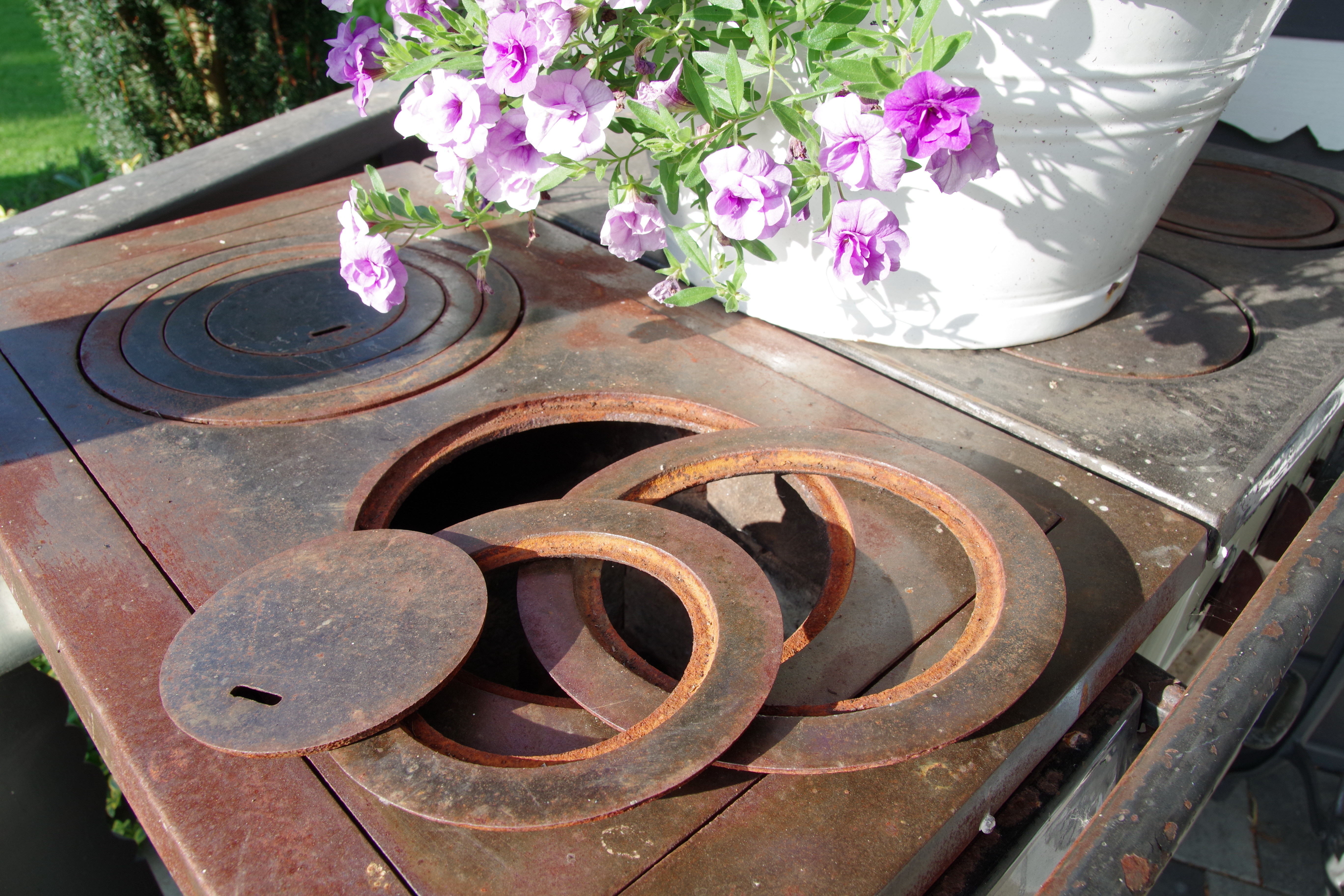
Чавунна плита, кільца знімних конфорок

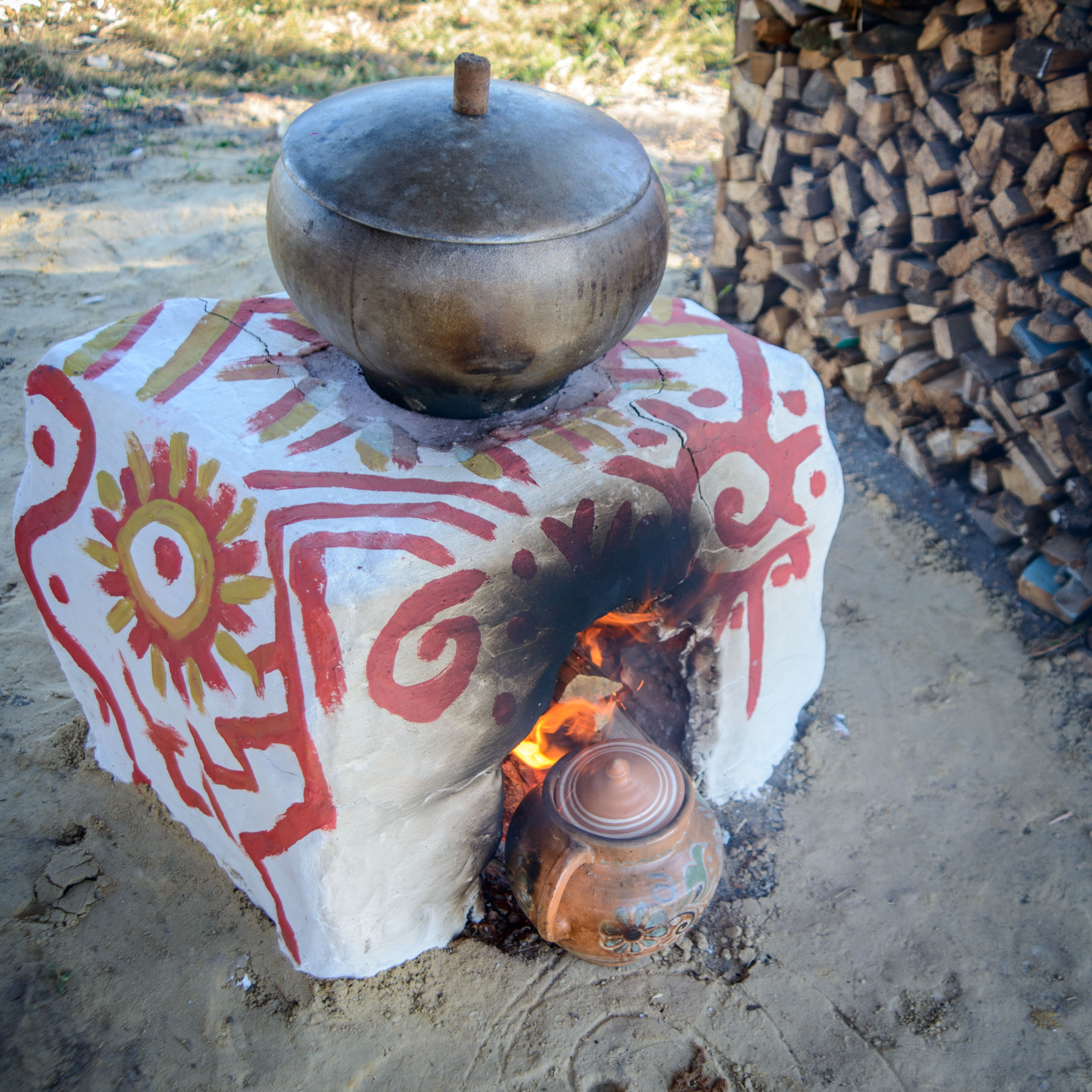
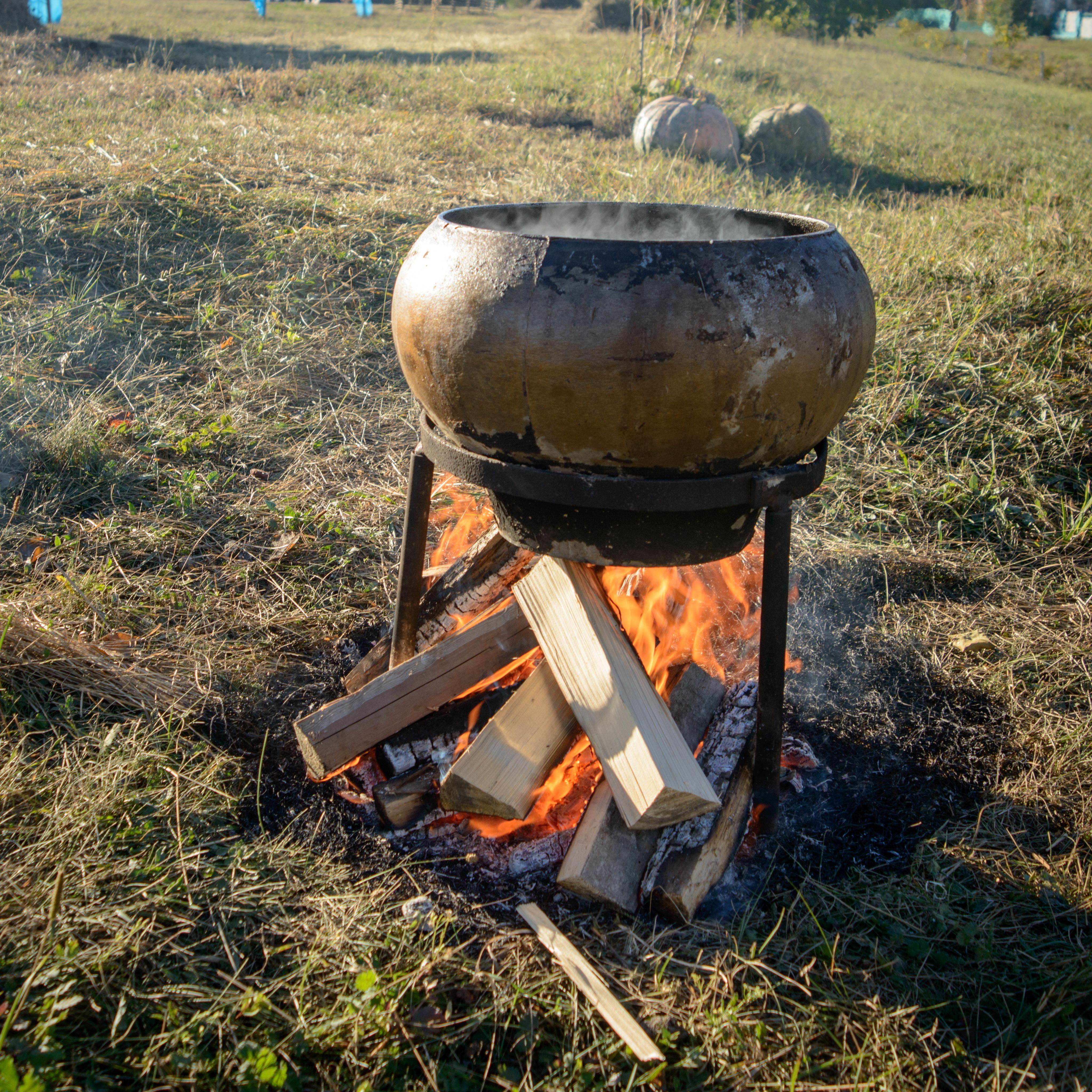
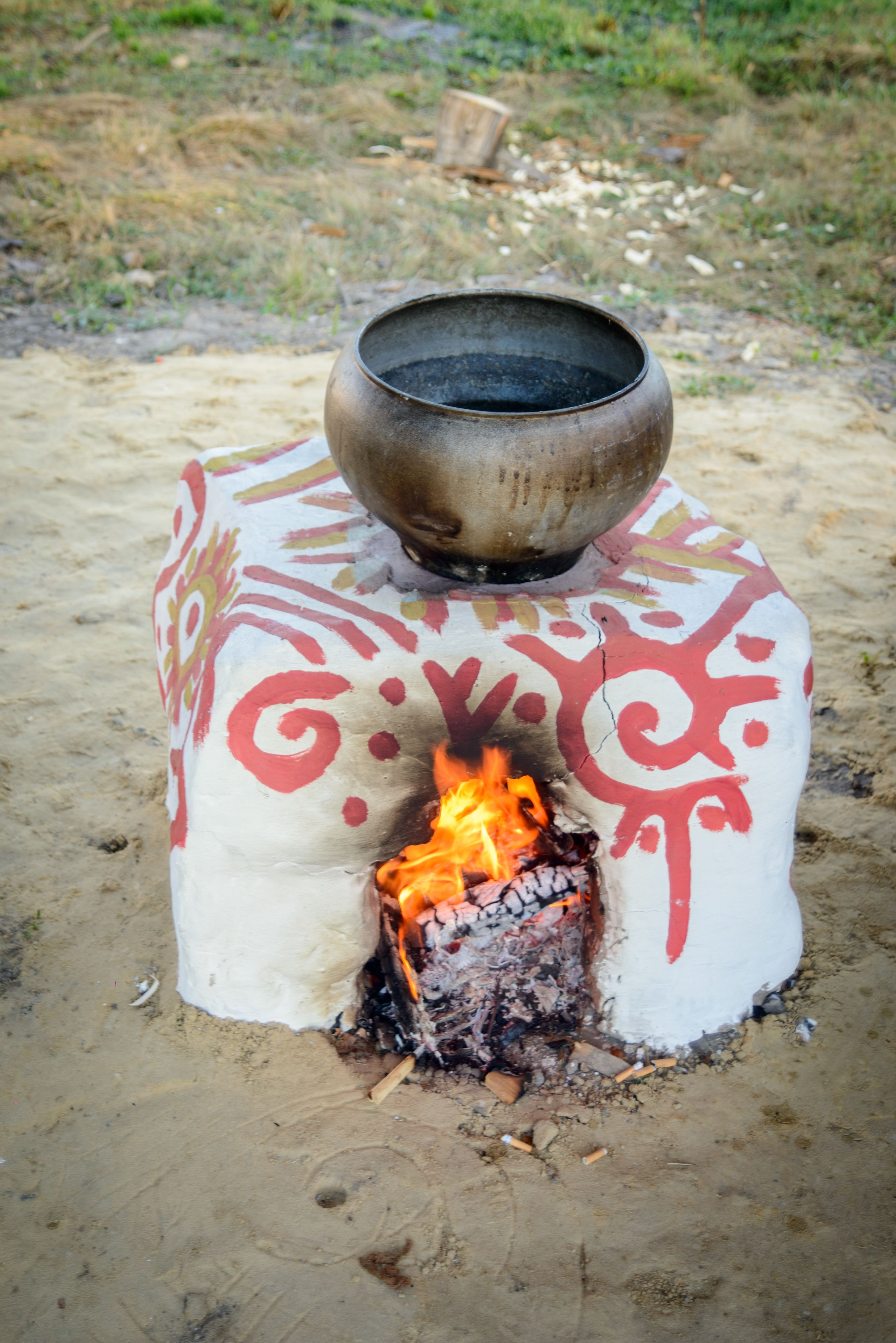
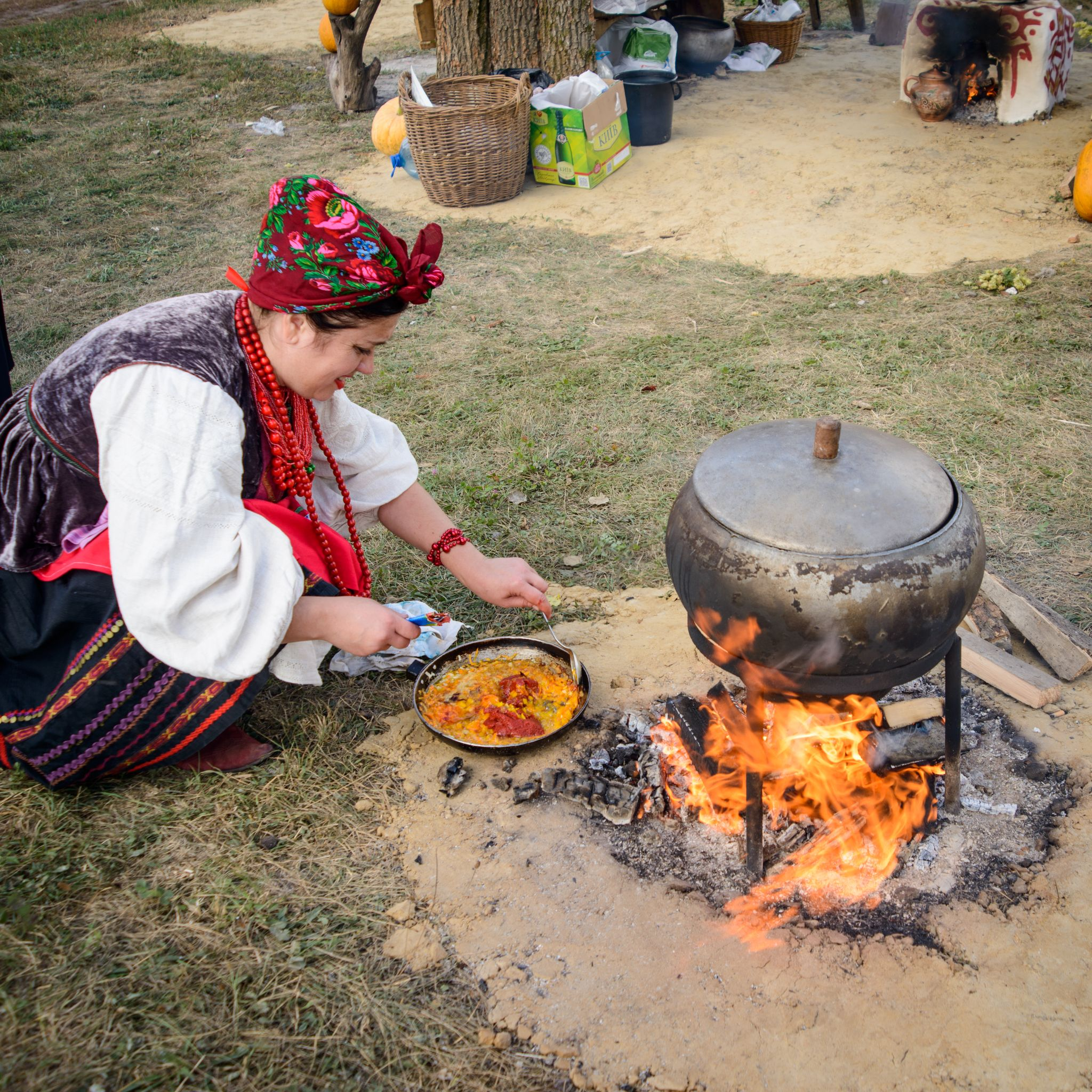

Чаву́н (чавунок, чавунець, чигун, баняк, заст. ле́мбик — велика судина, горщик з чавуну, пізніше також з алюмінієвого сплаву, округлої форми, для тушкування і варіння в печі. Особливістю чавуна є його форма, що повторює форму традиційного глиняного пічного горщика: звужений до низу, що розширюється до верхньої частини і знову звужується до горла. Така форма дозволяє ставити чавун у піч і виймати його з печі за допомогою особливого інструмента — рогача, що являє собою розімкнуте металеве кільце на довгій дерев'яній ручці.
Об'єм різний — від 1,5 до 15 літрів. Чавун невеликої місткості називається «чавунець». Незважаючи на гадану стародавність цього виду посуду, металеві чавуни з'явилися і набули широкого поширення лише в самому кінці XIX — початку XX століть. В цей же час в Російській імперії поширилися чавунні кухонні плити промислового виробництва, в яких над топкою печі замість цегляного склепіння була металева панель зі знімними конфорками, в отвори яких вузьким дном також ставилися чавуни. У першій третині XX століття почали виробляти чавунці з емалевими покриттями. Чавуни, як правило, мали клеймо заводу-виробника, часто із зазначенням об'єму в літрах.